# Tresses

Tresses este o comună în departamentul Gironde din sud-vestul Franței. În 2009 avea o populație de 4.071 de locuitori.

## Evoluția populației
| An        | 1975  | 1982  | 1990  | 1999  | 2006  | 2009  |
| --------- | ----- | ----- | ----- | ----- | ----- | ----- |
| Populație | 1.735 | 2.695 | 3.368 | 3.592 | 3.886 | 4.071 |